# Barker
Barker es una localidad del partido de Benito Juárez, en el centro este de la provincia de Buenos Aires, Argentina. 
Se encuentra a 50 km de Benito Juárez, 60 km de Tandil y a 400 km de la ciudad de Buenos Aires.
Es una localidad turística donde se practica la escalada.

## Población
Cuenta con 1241 habitantes (Indec, 2010), lo que representa un incremento del 1,3% frente a los 1225 habitantes (Indec, 2001) del censo anterior.
| Gráfica de evolución demográfica de Barker entre 1991 y 2010 |
|                                                              |
| Fuente: Censos nacionales del INDEC                          |

## Toponimia
Recuerda a Charles Oxtobix Barker, dirigente de la Empresa Ferrocarril Sud, quien falleció en ejercicio de sus funciones en 1893.

## Antecedentes
En tierras pertenecientes a la familia Santamarina se construyó la estación del F.C.Sud, que fue hablitada el 18 de octubre de 1908, fecha que se considera de fundación de la localidad.
Barker creció merced a las actividades agropecuarias, en 1956 con la instalación de la empresa Loma Negra CIASA, se inicia un periodo de desarrollo pronunciado, merced a la extracción, procesamiento y comercialización de productos mineros.

## Características
Barker es una localidad rodeada por Sierras y hondonadas del sistema de Tandilia.
Dispone de servicios esenciales como gas natural, comunicaciones y energía eléctrica.
En educación funcionan el jardín de infantes N.º 905 Ramón Santamarina, la escuela primaria N.º 18 Constancio C. Vigil, escuela especial N.º 502 Rosario Vera Peñaloza y la Escuela de Artes Plásticas. La localidad comparte la mayoría de sus actividades con la comunidad vecina de Villa Cacique la cual está situada a 5 km.

## Lugares de Interés
- Sierra de la Tinta: se sitúa al noroeste de la localidad; forma parte del sistema de Tandilia, el más antiguo del continente. El topónimo fue impuesto por los aborígenes que pintaban sus cuerpos con arcillas extraídas de los cerros. Existen, restos de asentamientos indígenas.

- Gruta Dorada: también llamada Gruta de oro, se ubica a una altitud de 360 m s. n. m.; cuenta con unos 30 metros de profundidad. Las filtraciones de agua con fuerte coloración amarilla (por su un alto contenido de óxido de hierro) le dieron origen al nombre.

- Cueva Oscura: ubicada a 355 m s. n. m., tiene una longitud de 58 m, 4 m de ancho y un metro de altura, desemboca en un ambiente de 30 m de largo, 10 m de ancho y 4 de altura. Reina la más absoluta oscuridad. Es visitada por geólogos, espelólogos y arqueólogos.

- Cerro "El Sombrerito": su cumbre se encuentra a 420 m s. n. m. Su forma cónica truncada lo vuelve inconfundible.

- Gruta de la Margarita: se ubica en la sierra de la Tinta. Se encuentra a una altitud de 300 m s. n. m. Su entrada mide 8 m de ancho por 6 m de alto, semejando al acceso a un castillo. Una vertiente de agua surge en su interior.

## Parroquias de la Iglesia católica en Barker
| Diócesis  | Azul         |
| --------- | ------------ |
| Parroquia | Santo Cristo |